# Quercus cualensis
Quercus cualensis är en bokväxtart som beskrevs av L.M.González. Quercus cualensis ingår i släktet ekar, och familjen bokväxter. Inga underarter finns listade.